# Smilax aberrans
Smilax aberrans är en enhjärtbladig växtart som beskrevs av François Gagnepain. Smilax aberrans ingår i släktet Smilax och familjen Smilacaceae. Inga underarter finns listade.